# 270
El año 270 (CCLXX) fue un año común comenzado en sábado del calendario juliano, en vigor en aquella fecha.
En el Imperio romano el año fue nombrado como el del consulado de Antioquiano y Orfito o, menos comúnmente, como el 1023 Ab urbe condita, siendo su denominación como 270 posterior, de la Edad Media, al establecerse el Anno Domini.

## Acontecimientos
- El reinado de Claudio II el Gótico termina con su muerte por enfermedad infecciosa. Lo sucede brevemente su hermano Quintilo, a quien sucede después Aureliano.
- Los vándalos y sármatas son expulsados del territorio romano.
- Los romanos dejan Utrecht después de invasores regulares de pueblos germánicos.
- Una crisis económica golpea al Imperio romano: debido a la partición del imperio, las invasiones y las usurpaciones y el saqueo del campo y las ciudades por los invasores, la producción agrícola e industrial decrecen significativamente, y las minas quedan abandonadas. Le sigue una crisis monetaria, incluyendo inflación de hasta 1000 % en algunas zonas del Imperio.
- San Mario es martirizado y asesinado el 19 de enero
- Una alianza germánica penetra el norte de Italia y derrota a las fuerzas imperiales mientras Aureliano se encuentra cubriendo la retirada de los vándalos. Por su parte, el emperador Aureliano ordena la construcción de una muralla para la protección de Roma. La alianza es derrotada el año siguiente por el emperador.[1]

## Nacimientos
- San Nicolás de Bari (f. 6-12-345 - 75 años).

## Fallecimientos
- Claudio II Gótico, emperador romano (fecha incierta).
- Gregorio Taumaturgo, obispo y teólogo cristiano
- Plotino, filósofo griego y fundador del neoplatonismo.
- Qiao Zhou, funcionario y político chino
- Quintilo, emperador romano (fecha incierta).
- Sapor I, gobernante del Imperio sasánida.